# English Football League
La English Football League (EFL, también llamada Sky Bet por razones de patrocinio) es una competición de fútbol de Inglaterra, que contiene tres divisiones (la Football League Championship, la Football League One y la Football League Two) que ocupan el segundo, tercer y cuarto nivel del sistema de ligas de fútbol de Inglaterra respectivamente (por debajo de la Premier League, pero por encima de la National League). Además de organizar estas tres divisiones, la Football League organiza dos competiciones de copa, la Football League Cup y el Football League Trophy.
La Football League fue fundada en 1888 por 12 clubes y fue creciendo hasta alcanzar 92 equipos en 1952. En 1992, por cuestiones financieras los miembros de la Football League First Division rompieron con esta asociación y formaron una nueva competición que la reemplazó, la FA Premier League. Por lo tanto, la Football League no representaba más a los 20 mejores equipos de Inglaterra, sino que desde ese momento los representa la Premier League.

## La Competición
Hay 72 equipos en la English Football League, divididos en tres divisiones, la Football League Championship, la Football League One, y la Football League Two, con 24 equipos cada una. Durante cada temporada (desde agosto hasta mayo), cada equipo se enfrenta dos veces con el resto de su misma división, una vez en su estadio y otra en la de sus contrincantes, en un total de 46 partidos por cada equipo. El equipo que gana recibe tres puntos, el que empata un punto, y el que pierde no recibe puntos.
Al final de cada temporada, los mejores de cada división son ascendidos al nivel siguiente en el Sistema de ligas de fútbol de Inglaterra y los peores bajan al nivel anterior del mismo sistema. Al final de la temporada los mejores equipos de la Football League Championship ascienden a la FA Premier League, y son sustituidos por los tres peores equipos de la Premier League. También en el final de la temporada, dos equipos de la Football League Two pierden su categoría y bajan a la Conference National, y son sustituidos por dos equipos de esa misma división.
| División                     | Ascenso            | Ascenso                               | Descenso          |
| División                     | Vía directa        | Vía liguilla                          | Descenso          |
| ---------------------------- | ------------------ | ------------------------------------- | ----------------- |
| Football League Championship | Primeros 2 equipos | Un equipo entre los 3.º y 6.º lugares | Últimos 3 equipos |
| Football League One          | Primeros 2 equipos | Un equipo entre los 3.º y 6.º lugares | Últimos 4 equipos |
| Football League Two          | Primeros 3 equipos | Un equipo entre los 4.º y 7.º lugares | Últimos 2 equipos |

El descenso y el ascenso de los equipos en cada una de las divisiones está determinado por la posición final que ocupen en su división. Tras el final de la temporada los primeros equipos clasificados (los primeros dos o tres dependiendo del nivel de la competición -división-) ascienden directamente al nivel inmediatamente superior; y los cuatro siguientes clasificados se miden en una liguilla, y el equipo que resulte ganador también asciende -por lo tanto, es posible que un equipo que quede en la sexta posición del Football League Championship pueda ganar la liguilla y subir a la Premier League, tal como lo hizo el West Ham United la temporada 2004-05. De la misma forma, de cierto nivel competitivo descienden al inmediatamente inferior tantos equipos -los últimos clasificados- como cantidad de equipos hayan ascendido a dicho cierto nivel.

## Equipos participantes en la temporada 2020-21
Estos son los 72 equipos participantes de las tres divisiones, cada división con 24 equipos.
| Championship (2.ª División Inglesa) | League One (3.ª División Inglesa) | League Two (4.ª División Inglesa) |
| ----------------------------------- | --------------------------------- | --------------------------------- |
| AFC Bournemouth                     | Accrington Stanley                | Barrow                            |
| Barnsley                            | AFC Wimbledon                     | Bolton Wanderers                  |
| Birmingham City                     | Blackpool                         | Bradford City                     |
| Blackburn Rovers                    | Bristol Rovers                    | Cambridge United                  |
| Bristol City                        | Burton Albion                     | Carlisle United                   |
| Cardiff City                        | Charlton Athletic                 | Cheltenham Town                   |
| Coventry City                       | Crewe Alexandra                   | Colchester United                 |
| Derby County                        | Doncaster Rovers                  | Crawley Town                      |
| Brentford                           | Fleetwood Town                    | Exeter City                       |
| Huddersfield Town                   | Gillingham                        | Forest Green Rovers               |
| Luton Town                          | Hull City                         | Grimsby Town                      |
| Middlesbrough                       | Ipswich Town                      | Harrogate Town                    |
| Millwall                            | Lincoln City                      | Leyton Orient                     |
| Norwich City                        | Milton Keynes Dons                | Macclesfield Town                 |
| Nottingham Forest                   | Northampton Town                  | Mansfield Town                    |
| Preston North End                   | Oxford United                     | Morecambe                         |
| Queens Park Rangers                 | Peterborough United               | Newport County                    |
| Reading                             | Plymouth Argyle                   | Oldham Athletic                   |
| Rotherham United                    | Portsmouth                        | Port Vale                         |
| Sheffield Wednesday                 | Rochdale                          | Salford City                      |
| Stoke City                          | Shrewsbury Town                   | Scunthorpe United                 |
| Swansea City                        | Sunderland                        | Southend United                   |
| Watford                             | Swindon Town                      | Tranmere Rovers                   |
| Wycombe Wanderers                   | Wigan Athletic                    | Walsall                           |

## Palmarés de la English Football League

### 1888-1892
Cuando la Football League se creó en 1888, todos los equipos jugaban en la misma división.
| Temporada | Football League   |
| --------- | ----------------- |
| 1888–89   | Preston North End |
| 1889–90   | Preston North End |
| 1890–91   | Everton           |
| 1891–92   | Sunderland        |

### 1892-1920
En el año 1892 la Football League absorbió su rival, la Football Alliance, lo que significó que se creara una nueva división. La que existía se llamó First Division y la nueva Second Division.
| Temporada | First Division                                | Second Division                               |
| --------- | --------------------------------------------- | --------------------------------------------- |
| 1892–93   | Sunderland                                    | Small Heath                                   |
| 1893–94   | Aston Villa                                   | Liverpool                                     |
| 1894–95   | Sunderland                                    | Bury                                          |
| 1895–96   | Aston Villa                                   | Liverpool                                     |
| 1896–97   | Aston Villa                                   | Notts County                                  |
| 1897–98   | Sheffield United                              | Burnley                                       |
| 1898–99   | Aston Villa                                   | Manchester City                               |
| 1899–00   | Aston Villa                                   | The Wednesday                                 |
| 1900–01   | Liverpool                                     | Grimsby Town                                  |
| 1901–02   | Sunderland                                    | West Bromwich Albion                          |
| 1902–03   | The Wednesday                                 | Manchester City                               |
| 1903–04   | The Wednesday                                 | Preston North End                             |
| 1904–05   | Newcastle United                              | Liverpool                                     |
| 1905–06   | Liverpool                                     | Bristol City                                  |
| 1906–07   | Newcastle United                              | Nottingham Forest                             |
| 1907–08   | Manchester United                             | Bradford City                                 |
| 1908–09   | Newcastle United                              | Bolton Wanderers                              |
| 1909–10   | Aston Villa                                   | Manchester City                               |
| 1910–11   | Manchester United                             | West Bromwich Albion                          |
| 1911–12   | Blackburn Rovers                              | Derby County                                  |
| 1912–13   | Sunderland                                    | Preston North End                             |
| 1913–14   | Blackburn Rovers                              | Notts County                                  |
| 1914–15   | Everton                                       | Derby County                                  |
| 1915–19   | Suspendida debido a la Primera Guerra Mundial | Suspendida debido a la Primera Guerra Mundial |
| 1919–20   | West Bromwich Albion                          | Tottenham Hotspur                             |

### 1920-1921
En el año 1920 la Football League admitió equipos de la Southern League. Estos nuevos equipos formaron la Third Division.
| Temporada | First Division | Second Division      | Third Division      |
| --------- | -------------- | -------------------- | ------------------- |
| 1920–21   | Burnley F.C.   | Birmingham City F.C. | Crystal Palace F.C. |

### 1921-1958
En el año 1921 el formato volvió a cambiar. La Football League admitió equipos de la zona norte de Inglaterra. La Third Division, que solo admitió equipos de la zona sur, pasó a llamarse Third Division South; y la nueva división formada con los equipos del norte se denominó Third Division North. Ambas discurrían en paralelo y los campeones subían a la Second Division.
| Temporada | First Division                                | Second Division                               | Third Division North                          | Third Division South                          |
| --------- | --------------------------------------------- | --------------------------------------------- | --------------------------------------------- | --------------------------------------------- |
| 1921–22   | Liverpool                                     | Nottingham Forest                             | Stockport County                              | Southampton                                   |
| 1922–23   | Liverpool                                     | Notts County                                  | Nelson                                        | Bristol City                                  |
| 1923–24   | Huddersfield Town                             | Leeds United                                  | Wolverhampton Wanderers                       | Portsmouth                                    |
| 1924–25   | Huddersfield Town                             | Leicester City                                | Darlington                                    | Swansea City                                  |
| 1925–26   | Huddersfield Town                             | Sheffield Wednesday                           | Grimsby Town                                  | Reading                                       |
| 1926–27   | Newcastle United                              | Middlesbrough                                 | Stoke City                                    | Bristol City                                  |
| 1927–28   | Everton                                       | Manchester City                               | Bradford (Park Avenue)                        | Millwall                                      |
| 1928–29   | Sheffield Wednesday                           | Middlesbrough                                 | Bradford City                                 | Charlton Athletic                             |
| 1929–30   | Sheffield Wednesday                           | Blackpool                                     | Port Vale                                     | Plymouth Argyle                               |
| 1930–31   | Arsenal                                       | Everton                                       | Chesterfield                                  | Notts County                                  |
| 1931–32   | Everton                                       | Wolverhampton Wanderers                       | Lincoln City                                  | Fulham                                        |
| 1932–33   | Arsenal                                       | Stoke City                                    | Hull City                                     | Brentford                                     |
| 1933–34   | Arsenal                                       | Grimsby Town                                  | Barnsley                                      | Norwich City                                  |
| 1934–35   | Arsenal                                       | Brentford                                     | Doncaster Rovers                              | Charlton Athletic                             |
| 1935–36   | Sunderland                                    | Manchester United                             | Chesterfield                                  | Coventry City                                 |
| 1936–37   | Manchester City                               | Leicester City                                | Stockport County                              | Luton Town                                    |
| 1937–38   | Arsenal                                       | Aston Villa                                   | Tranmere Rovers                               | Millwall                                      |
| 1938–39   | Everton F.C.                                  | Blackburn Rovers F.C.                         | Barnsley F.C.                                 | Newport County F.C.                           |
| 1939–40   | Abandonada debido a la Segunda Guerra Mundial | Abandonada debido a la Segunda Guerra Mundial | Abandonada debido a la Segunda Guerra Mundial | Abandonada debido a la Segunda Guerra Mundial |
| 1940–46   | Suspendida debido a la Segunda Guerra Mundial | Suspendida debido a la Segunda Guerra Mundial | Suspendida debido a la Segunda Guerra Mundial | Suspendida debido a la Segunda Guerra Mundial |
| 1946–47   | Liverpool F.C.                                | Manchester City F.C.                          | Doncaster Rovers F.C.                         | Cardiff City F.C.                             |
| 1947–48   | Arsenal F.C.                                  | Birmingham City F.C.                          | Lincoln City F.C.                             | Queens Park Rangers F.C.                      |
| 1948–49   | Portsmouth F.C.                               | Fulham F.C.                                   | Hull City A.F.C.                              | Swansea City A.F.C.                           |
| 1949–50   | Portsmouth F.C.                               | Tottenham Hotspur F.C.                        | Doncaster Rovers F.C.                         | Notts County F.C.                             |
| 1950–51   | Tottenham Hotspur F.C.                        | Preston North End F.C.                        | Rotherham United F.C.                         | Nottingham Forest F.C.                        |
| 1951–52   | Manchester United F.C.                        | Sheffield Wednesday F.C.                      | Lincoln City F.C.                             | Plymouth Argyle F.C.                          |
| 1952–53   | Arsenal F.C.                                  | Sheffield United F.C.                         | Oldham Athletic A.F.C.                        | Bristol Rovers F.C.                           |
| 1953–54   | Wolverhampton Wanderers F.C.                  | Leicester City F.C.                           | Port Vale F.C.                                | Ipswich Town F.C.                             |
| 1954–55   | Chelsea F.C.                                  | Birmingham City F.C.                          | Barnsley F.C.                                 | Bristol City F.C.                             |
| 1955–56   | Manchester United F.C.                        | Sheffield Wednesday F.C.                      | Grimsby Town F.C.                             | Leyton Orient F.C.                            |
| 1956–57   | Manchester United F.C.                        | Leicester City F.C.                           | Derby County F.C.                             | Ipswich Town F.C.                             |
| 1957–58   | Wolverhampton Wanderers F.C.                  | West Ham United F.C.                          | Scunthorpe United F.C.                        | Brighton & Hove Albion F.C.                   |

### 1958-1992
Al comienzo de la temporada 1958-59, la Third Division y la Fourth Division reemplazan a la Third Division South y Third Division North. La Third Division y la Fourth Division no corrían en paralelo, los mejores de la Fourth Division ascendían a la Third Division.
| Temporada | First Division (1.ª División) | Second Division (2.ª División) | Third Division (3.ª División) | Fourth Division (4.ª División) |
| --------- | ----------------------------- | ------------------------------ | ----------------------------- | ------------------------------ |
| 1958–59   | Wolverhampton Wanderers F.C.  | Sheffield Wednesday F.C.       | Plymouth Argyle F.C.          | Port Vale F.C.                 |
| 1959–60   | Burnley F.C.                  | Aston Villa F.C.               | Southampton F.C.              | Walsall F.C.                   |
| 1960–61   | Tottenham Hotspur F.C.        | Ipswich Town F.C.              | Bury F.C.                     | Peterborough United F.C.       |
| 1961–62   | Ipswich Town F.C.             | Liverpool F.C.                 | Portsmouth F.C.               | Millwall F.C.                  |
| 1962–63   | Everton F.C.                  | Stoke City F.C.                | Northampton Town F.C.         | Brentford F.C.                 |
| 1963–64   | Liverpool F.C.                | Leeds United F.C.              | Coventry City F.C.            | Gillingham F.C.                |
| 1964–65   | Manchester United F.C.        | Newcastle United F.C.          | Carlisle United F.C.          | Brighton & Hove Albion F.C.    |
| 1965–66   | Liverpool F.C.                | Manchester City F.C.           | Hull City A.F.C.              | Doncaster Rovers F.C.          |
| 1966–67   | Manchester United F.C.        | Coventry City F.C.             | Queens Park Rangers F.C.      | Stockport County F.C.          |
| 1967–68   | Manchester City F.C.          | Ipswich Town F.C.              | Oxford United F.C.            | Luton Town F.C.                |
| 1968–69   | Leeds United F.C.             | Derby County F.C.              | Watford F.C.                  | Doncaster Rovers F.C.          |
| 1969–70   | Everton F.C.                  | Huddersfield Town A.F.C.       | Leyton Orient F.C.            | Chesterfield F.C.              |
| 1970–71   | Arsenal F.C.                  | Leicester City F.C.            | Preston North End F.C.        | Notts County F.C.              |
| 1971–72   | Derby County F.C.             | Norwich City F.C.              | Aston Villa F.C.              | Grimsby Town F.C.              |
| 1972–73   | Liverpool F.C.                | Burnley F.C.                   | Bolton Wanderers F.C.         | Southport F.C.                 |
| 1973–74   | Leeds United F.C.             | Middlesbrough F.C.             | Oldham Athletic A.F.C.        | Peterborough United F.C.       |
| 1974–75   | Derby County F.C.             | Manchester United F.C.         | Blackburn Rovers F.C.         | Mansfield Town F.C.            |
| 1975–76   | Liverpool F.C.                | Sunderland A.F.C.              | Hereford United F.C.          | Lincoln City F.C.              |
| 1976–77   | Liverpool F.C.                | Wolverhampton Wanderers F.C.   | Mansfield Town F.C.           | Cambridge United F.C.          |
| 1977–78   | Nottingham Forest F.C.        | Bolton Wanderers F.C.          | Wrexham A.F.C.                | Watford F.C.                   |
| 1978–79   | Liverpool F.C.                | Crystal Palace F.C.            | Shrewsbury Town F.C.          | Reading F.C.                   |
| 1979–80   | Liverpool F.C.                | Leicester City F.C.            | Grimsby Town F.C.             | Huddersfield Town A.F.C.       |
| 1980–81   | Aston Villa F.C.              | West Ham United F.C.           | Rotherham United F.C.         | Southend United F.C.           |
| 1981–82   | Liverpool F.C.                | Luton Town F.C.                | Burnley F.C.                  | Sheffield United F.C.          |
| 1982–83   | Liverpool F.C.                | Queens Park Rangers F.C.       | Portsmouth F.C.               | Wimbledon F.C.                 |
| 1983–84   | Liverpool F.C.                | Chelsea F.C.                   | Oxford United F.C.            | York City F.C.                 |
| 1984–85   | Everton F.C.                  | Oxford United F.C.             | Bradford City A.F.C.          | Chesterfield F.C.              |
| 1985–86   | Liverpool F.C.                | Norwich City F.C.              | Reading F.C.                  | Swindon Town F.C.              |
| 1986–87   | Everton F.C.                  | Derby County F.C.              | AFC Bournemouth               | Northampton Town F.C.          |
| 1987–88   | Liverpool F.C.                | Millwall F.C.                  | Sunderland A.F.C.             | Wolverhampton Wanderers F.C.   |
| 1988–89   | Arsenal F.C.                  | Chelsea F.C.                   | Wolverhampton Wanderers F.C.  | Rotherham United F.C.          |
| 1989–90   | Liverpool F.C.                | Leeds United F.C.              | Bristol Rovers F.C.           | Exeter City F.C.               |
| 1990–91   | Arsenal F.C.                  | Oldham Athletic A.F.C.         | Cambridge United F.C.         | Darlington F.C.                |
| 1991–92   | Leeds United F.C.             | Ipswich Town F.C.              | Brentford F.C.                | Burnley F.C.                   |

### 1992-2004
En el año 1992 se crea la FA Premier League, por lo tanto el nivel más alto no estaba en la Football League. La Second Division fue renombrada como First Division, la Third Division fue renombrada como Second Division y la Fourth Division fue renombrada como Third Division.
| Temporada | First Division (2.ª División) | Second Division (3.ª División) | Third Division (4.ª División) |
| --------- | ----------------------------- | ------------------------------ | ----------------------------- |
| 1992–93   | Newcastle United F.C.         | Stoke City F.C.                | Cardiff City F.C.             |
| 1993–94   | Crystal Palace F.C.           | Reading F.C.                   | Shrewsbury Town F.C.          |
| 1994–95   | Middlesbrough F.C.            | Birmingham City F.C.           | Carlisle United F.C.          |
| 1995–96   | Sunderland A.F.C.             | Swindon Town F.C.              | Preston North End F.C.        |
| 1996–97   | Bolton Wanderers F.C.         | Bury F.C.                      | Wigan Athletic F.C.           |
| 1997–98   | Nottingham Forest F.C.        | Watford F.C.                   | Notts County F.C.             |
| 1998–99   | Sunderland A.F.C.             | Fulham F.C.                    | Brentford F.C.                |
| 1999–00   | Charlton Athletic F.C.        | Preston North End F.C.         | Swansea City A.F.C.           |
| 2000–01   | Fulham F.C.                   | Millwall F.C.                  | Brighton & Hove Albion F.C.   |
| 2001–02   | Manchester City F.C.          | Brighton & Hove Albion F.C.    | Plymouth Argyle F.C.          |
| 2002–03   | Portsmouth F.C.               | Wigan Athletic F.C.            | Rushden & Diamonds F.C.       |
| 2003–04   | Norwich City F.C.             | Plymouth Argyle F.C.           | Doncaster Rovers F.C.         |

### 2004-presente
En el año 2004, la Football League renombró sus divisiones: la First Division se convirtió en la Football League Championship, la Second Division se convirtió en la Football League One, y la Third Division se convirtió en la Football League Two.
| Temporada | Championship (2.ª División) | League One (3.ª División) | League Two (4.ª División) |
| --------- | --------------------------- | ------------------------- | ------------------------- |
| 2004–05   | Sunderland A.F.C.           | Luton Town F.C.           | Yeovil Town F.C.          |
| 2005–06   | Reading F.C.                | Southend United F.C.      | Carlisle United F.C.      |
| 2006–07   | Sunderland A.F.C.           | Scunthorpe United F.C.    | Walsall F.C.              |
| 2007–08   | West Bromwich Albion        | Swansea City              | Milton Keynes Dons        |
| 2008–09   | Wolverhampton Wanderers     | Leicester City            | Brentford                 |
| 2009–10   | Newcastle United            | Norwich City              | Notts County              |
| 2010–11   | Queens Park Rangers         | Brighton & Hove Albion    | Chesterfield              |
| 2011–12   | Reading                     | Charlton Athletic         | Swindon Town              |
| 2012–13   | Cardiff City                | Doncaster Rovers          | Gillingham                |
| 2013–14   | Leicester City              | Wolverhampton Wanderers   | Chesterfield              |
| 2014–15   | AFC Bournemouth             | Bristol City              | Burton Albion             |
| 2015–16   | Burnley                     | Wigan Athletic            | Northampton Town          |
| 2016–17   | Newcastle                   | Sheffield United          | Portsmouth                |
| 2017–18   | Wolverhampton Wanderers     | Wigan Athletic            | Accrington FC             |
| 2018–19   | Norwich City                | Luton Town F.C.           | Lincoln City              |
| 2019–20   | Leeds United                | Coventry City             | Swindon Town              |
| 2020–21   | Norwich City                | Hull City                 | Cheltenham Town           |
| 2021–22   | Fulham                      | Wigan Athletic            | Forest Green Rovers       |
| 2022–23   | Burnley                     | Plymouth Argyle           | Leyton Orient             |
| 2023–24   | Leicester City              | Portsmouth                | Stockport County          |